# Rosser (Manitoba)
Rosser es un municipio rural canadiense situado en la provincia de Manitoba.

## Superficie
Rosser tiene una superficie de 441,74 km².

## Demografía
En 2021, tenía 1270 habitantes, una densidad poblacional de 2,9 hab./km², y 448 viviendas.